# Bruno Wenzel
Bruno Wenzel (* 12. Juni 1879 in Osnabrück; † 7. November 1948 in Bad Rehburg) war ein deutscher Kaufmann und Journalist. Er gründete 1921 in Hannover die erste Ortsgruppe der NSDAP außerhalb Bayerns.

## Leben
Vor dem Ersten Weltkrieg lebte Wenzel als Kaufmann in Spanien. 1919/20 kehrte er nach Deutschland zurück, wo er sich in Hannover niederließ. In den folgenden Jahren verdiente er seinen Lebensunterhalt als Journalist und Vertreter bzw. auch als Rechtsanwalt. Bereits aus Spanien hatte er eine Petition an die Weimarer Nationalversammlung gerichtet, in der er das Wahlrecht für Auslandsdeutsche für ein völkisch verstandenes Wirtschaftsparlament forderte. Im Frühling 1921 wurde Wenzel Mitglied des Hannoverschen Zweiges des Deutsch-Völkischen Schutz- und Trutzbundes. Im Mai 1921 trat er in die NSDAP ein.
Am 2. Juli 1921 gründete er zusammen mit dem ehemals sozialdemokratischen Tischler und Ex-Polizisten Gustav Seifert in Hannover die erste NSDAP-Ortsgruppe in Norddeutschland, welche die beginnende Ausdehnung der Partei nach Norddeutschland markierte. Daneben agierte er von 1921 bis 1923 als Werberedner der NSDAP. Nach dem Scheitern des Hitler-Putsches am 9. November 1923 kehrte er Mitte Januar 1924 nach Spanien zurück und übergab die Leitung an Ludolf Haase.
Wenzel besorgte eine Übersetzung von Henry Fords Buch The International Jew ins Spanische, die im Hammer-Verlag von Theodor Fritsch erschien.

## Schriften
- Zur Frühgeschichte der NSDAP in Niedersachsen, 1934. (unveröffentlichtes Manuskript in: BAK, NS 26/141)
- Übersetzung von Henry Ford: El Judío internacional. Un problema del mundo. Hammer-Verlag, Leipzig 1924.
  - 2., überarbeitete Auflage neu angepasst und vorgelegt von L. Brunet. Hammer-Verlag, Leipzig 1930.